# بي بي سي تراست
بي بي سي تراست (بالإنجليزية: BBC Trust)‏ كانت الهيئة المُشرفة على هيئة الإذاعة البريطانية BBC منذ 2007 حتى 2017.